# K-JAPAN
K-JAPAN（けー じゃぱん）は、ハワイ州ホノルルにあった中波のラジオ放送局。中波放送終了後101FMにて放送していた時期もあったが、現在はハワイ100FM（100％Hawaii）と名を変え、日本のFMFUJI等やハワイのラジオKZOO(AM1210MHz)向けの番組配信のみを行っている。

## 概要
日本人旅行者・在留者向けに日本語で放送していた。昼間の時間帯は日本の文化放送の番組をネットしていた。コールサインはKJPN、放送局の買収後はKORL。周波数は690、940、1180kHzと変遷している。出力10kWでハワイ全島で聴取可能。最終的な放送時間は番組配信時差の関係で日曜から金曜の6:00から18:00までだった。
2006年10月1日より、周波数をFM 101.0MHzに変更。変更後、文化放送の番組は放送されなかった。2007年1月31日、中波放送を終了。
同年7月2日から一時FM101.1MHz101FMへ移行していた。（移行に伴いインターネットのストリーミングも休止）。
所在地：ハワイ州ホノルル市フォートストリートモール900　450号室（ハワイ拠点）、東京都港区赤坂一丁目4-3-301（日本拠点）

## 番組
- モーニングビュー ニュース朝一番（日曜 - 金曜 6:00 - 9:00）
  - ニュース・キャッチアップ（日曜 - 木曜 8:45 - 9:00）
- カルチャー探検隊（日曜 - 木曜 9:15 - 9:30）
- トワイライトアイランド ニュース&トピックス（日曜 - 木曜 17:00〜18:00）
- ミュージックプロムナード（日曜 - 金曜 9:30 - 10:00、金曜は9:15 - ）
- 三木's らいぶはうす（金曜 15:00 - 16:00、三木たかし）
- フライデー・イブニング・スプラッシュ（金曜 16:00 - 18:00）

文化放送発（ネタは新鮮聞き耳JAPAN）
FMへの移行に伴い中継廃止。
- 太田英明 ナマ朝!（日曜 - 木曜 10:00 - 11:30 （日本時間 月曜 - 金曜 5:00 - 6:30））
- 吉田たかよし プラス!（日曜 - 木曜 11:30 - 13:30 （日本時間 月曜 - 金曜 6:30 - 8:30））
- くにまるワイド ごぜんさま〜（日曜 - 木曜 13:30 - 16:30 （日本時間 月曜 - 金曜 8:30 - 11:30））
- 天理教アワー（日曜 7:00〜8:00）